# Arquebisbat de Bremen
L'arquebisbat de Bremen i l'arxidiòcesi de Bremen —Erzbistum Bremen (alemany)— fou una jurisdicció feudal imperial en part sobirana que no ha de ser confosa amb la moderna arxidiòcesi d'Hamburg fundada el 1994. Va existir com a diòcesi i arxidiòcesi a l'edat mitjana (787-1566/1648) i una part de l'arxidiòcesi va formar des de 1180 a 1648 un estat eclesiàstic (continuat sota altres noms fins a 1823), el sobirà del qual fou el Príncep-Arquebisbe de Bremen (Erzstift Bremen) dins del Sacre Imperi Romanogermànic. El principat -arquebisbat consistia més o menys d'un terç del territori diocesà. La ciutat de Bremen era de facto (des de 1186) i de iure (des de 1646) cap del principat-arquebisbat però no pertanyia a aquest i si a l'arxidiòcesi. La majoria del principat-Arquebisbat eren les terres a l'àrea al nord de la ciutat de Bremen, entre els rius Weser i Elba. Fins i tot més confós era que parts del principat -arquebisbat no pertanyien a l'arxidiòcesi de Bremen sinó a la veïna diòcesi de Verden, més o menys un 10% del seu territori diocesà.
Cada bisbat principat tenia l'estatus d'una propietat Imperial (Reichsstand, en plural: Reichsstände), cada un del qual era representat en la Dieta (Reichstag) del Sacre Imperi Romanogermànic. El 1500 el Principat-Arquebisbat de Bremen era pat del Cercle de Saxònia alemany Sächsischer (més tard el Cercle de Baixa Saxònia, alemany Niedersächsischer Kreis), una estructura administrativa de l'Imperi. El Principat-Bisbat de Verden, d'altra banda, pertanyia al Cercle de Renània-Westfàlia (Niederrheinisch-Westfälischer Kreis, col·loquialment cercle westfalià) i enviava el seu propi representant a la Dieta. Fins i tot quan es governaven els dos bisbats principats en unió personal, per mantenir els dos seients a la Dieta, no eren mai formalment units com unió real. El mateix va passar amb els ducats de Bremen i Verden col·lectivament governats (Herzogtümer Bremen und Verden col·loquialment Herzogtum Bremen und Fürstentum Verden que emergia el 1648 de la secularització dels dos principats-bisbats.

## Història
A causa de les lluites històriques diferents per l'expansió de territori o privilegis i la defensa local contra tal annexió o usurpació, s'han falsificat completament molts documents o s'han antedatat, per corroborar els arguments d'una part. "Aquestes falsificacions han dibuixat un vel sobre la primera història de l'arquebisbat de Bremen-Hamburg.".

### Arxidiòcesi abans de la creació de l'estat
La fundació de la diòcesi pertany al període de l'activitat missionera de Willehad al Weser inferior. El bisbat fou fundat el 15 de juliol de 787 a Worms per iniciativa de Carlemany, sent assignada la seva jurisdicció per cobrir el territori de Saxònia en els dos costats del Weser des de la boca de l'Aller, cap al nord a l'Elba i cap a l'oest a l'Hunte, i el territori de la regió de Frísia a una certa distància des de la boca del Weser.
Willehad va establir la seva seu a Bremen, encara que la constitució formal de la diòcesi tenia lloc només després de la subjugació dels saxons el 804 o el 805, quan el deixeble de Willehad, Willerich, fou consagrat bisbe de Bremen, amb el mateix territori. La diòcesi era de manera concebible en aquell temps sufragània dels arquebisbes de Colònia, que més tard es van basar en això per la seva reclamació a la supremacia sobre la seu de Bremen. Quan, després de la mort del bisbe Leuderich (838-45), la seu fou donada a Anscari de Bremen, perdia la seva independència, i des d'aquell temps fou de manera permanentment unida amb l'Arxidiòcesi d'Hamburg.
La nova seu unida fou considerada com la seu per al treball missioner als països nòrdics, i les noves seus fundades serien les seves sufragànies, significant que quedaven subjectes a la seva jurisdicció. El successor d'Ansgar, Rimbert, el "segon apòstol del nord", fou molestat per atacs primer dels normands i llavors dels wends, i per les renovades reclamacions de Colònia.
A l'arquebisbe Adalgar (888-909) el papa Sergi III va confirmar l'amalgamació de la Diòcesi de Bremen amb l'Arxidiòcesi d'Hamburg per formar l'Arxidiòcesi d'Hamburg i Bremen, col·loquialment anomenada "Bremen i Hamburg", i negava a Colònia la seva reclamació com a metropoli sobre Bremen. Sergi prohibia el capítol de la catedral d'Hamburg fundar diòcesis sufragànies pròpies.
Després de la destrucció pels obodrites d'Hamburg en 983 el capítol d'Hamburg es va dispersar. Així l'arquebisbe Unwan nomenava un capítol nou amb dotze canonges, amb tres procedents del capítol de la catedral de Bremen, i tres de cadascun dels col·legis de Bücken, Harsefeld i Ramelsloh. El 1139 l'arquebisbe Adalberó havia fugit de la invasió de Rodolf II de Stade i Frederic II de Saxònia Palatina, que destruïen Bremen, i havia establert i assignat a Hamburg nous canonges capitular allà per 1140.

### Territori diocesà de Bremen i les seves sufragànies
El territori diocesà de Bremen-Hamburg s'estenia pels següents territoris d'avui: Les ciutats de Bremen i Bremerhaven, la ciutat d'Hamburg (nord de l'Elba), els comtats de Baixa Saxònia d'Aurich (septentrional), Cuxhaven, Diepholz (septentrional), Frísia, Nienburg (oest), Oldenburg (oriental), Osterholz, Rottenburg upon Wümme (septentrional), Stade (excepte d'un tros de terra a l'est), Wesermarsch, Wittmund, Delmenhorst i Wilhelmshaven, els comtats a Slesvig-Holstein de Dithmarschen, Pinneberg, Rendsburg-Eckernförde (meridional), Segeberg (oriental), Steinburg, Stormarn (oriental) així com els comtats urbans de Kiel i Neumünster.

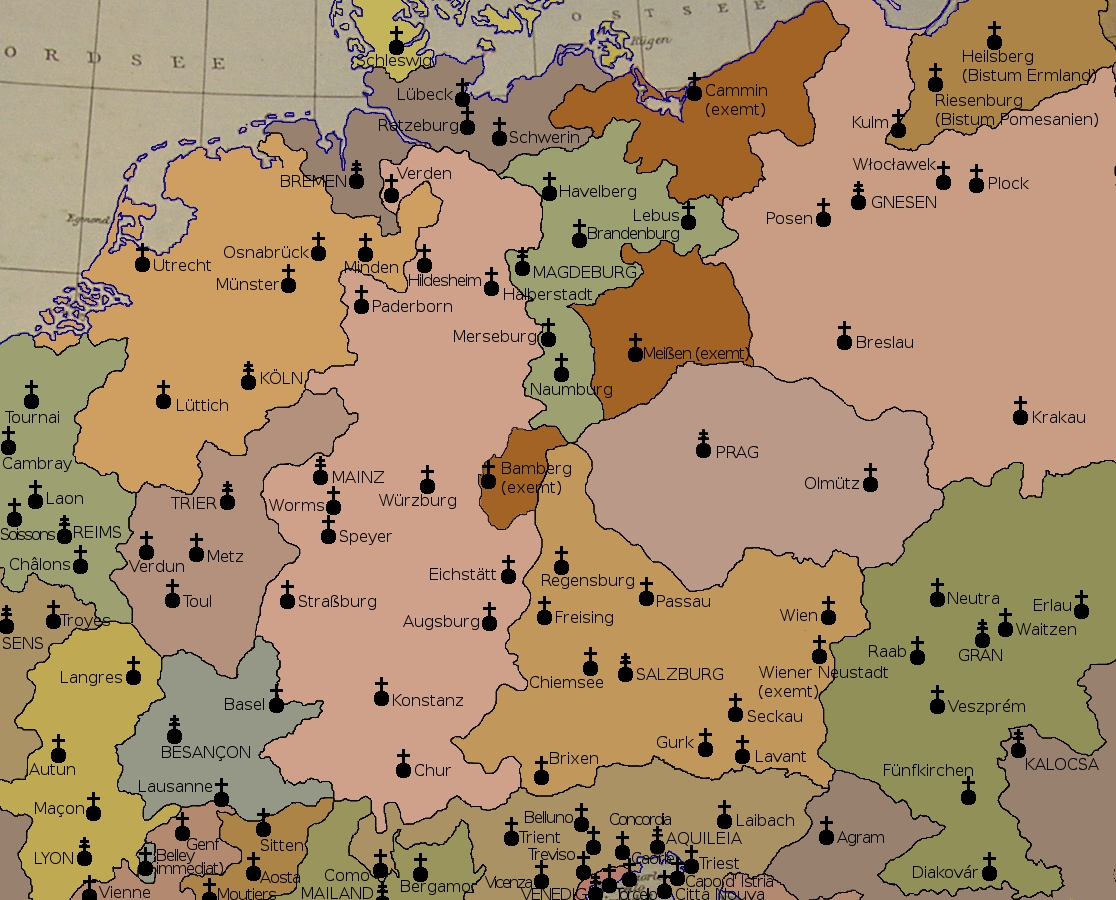
La província eclesiàstica de Bremen amb les seves tres sufragànies que li quedaven vers 1500

La seu de Bremen-Hamburg va assolir la seva prosperitat màxima i més tard tenia els seus problemes més profunds sota l'Arquebisbat d'Adalbert d'Hamburg (1043-1072). Era després elevat a Patriarcat del Nord i fallava completament. Hamburg es va deixar d'utilitzar com a part del nom de la diòcesi. Els dos següents arquebisbes, Liemar i Humbert eren determinats adversaris del Papa Gregori VII.
Sota l'últim el 1104 La diòcesi sufragània de Lund era elevada a arxidiòcesi supervisora de totes les diòcesis sufragànies de Bremen al nord Aarhus (Dinamarca), Dalby (Dinamarca), Faeroe, Gardar (Groenlàndia), Linköping (Suècia), Odense (Dinamarca), Orkney, Oslo (Noruega), Ribe (Dinamarca), Roskilde (Dinamarca), Slesvig, Bergen (Selje, Noruega), Skálholt (Islàndia), Skara (Suècia), Strängnäs (Suècia), Trondheim (Nidaros, Noruega), Uppsala (Suècia), Viborg (Dinamarca), Västerås, Vestervig (Dinamarca), Västerås (Suècia) i Växjö (Suècia).
Les restants seus sufragànies en aquell temps eren només existents de nom, des que els wends insurgents havien destruït les anomenades diòcesis wendes de Lübeck (Oldenburg-Lübeck), Ratzeburg i Schwerin i foren restablerts només més tard. A la fragmentació del Ducat de Saxònia (segle VII - 1180) el 1180 tots aquests bisbes sufraganis van aconseguir per a parts dels seus territoris diocesans l'estatus de principats-bisbats immediats de l'imperi. L'arquebisbat de Riga a Livònia (primer a Uexküll llavors a Riga) fou un sufragani de Bremen durant els anys 1186-1255.

### Després de 1180 com a territori immediat imperial

#### Terres obtingudes pel Príncep-Arquebisbe
L'Emperador Frederic Barba-roja i els seus aliats, molts d'ells vassalls i antics partidaris del seu cosí patern el duc Enric III el Lleó de Saxònia van derrotar els ducs de Saxònia i Baviera. El 1180 Frederic Barba-roja havia arrabassat a Enric el Lleó els seus ducats. En 1182 ell i la seva muller Matilde Plantagenet (Matilde d'Anglaterra), la filla d'Enric II d'Anglaterra i d'Elionor d'Aquitània i germana de Ricard Cor de Lleó va sortir de Stade per anar a l'exili, deixant el Sacre Imperi Romanogermànic per anar amb Enric II d'Anglaterra.
Frederic I Barba-roja va repartir Saxònia en dotzenes de territoris d'estatus imperial immediat assignant cada territori a aquell dels seus aliats que els havien conquerit abans de mans d'Enric el Lleó i la resta dels seus seguidors. El 1168 el clan saxó dels Ascanis, aliats de Frederic I Barba-roja, havia fracassat a instal·lar un membre de la seva família Sigfrid d'Anhalt com a arquebisbe de Bremen.
Però el 1180 els ascanis van imposar-se. El cap de la Casa d'Ascània, Otó, marcgravi de Brandenburg, fill d'Albert l'Ós, un cosí maternal d'Enric el Lleó, proporcionava el seu sisè germà Bernat, comte d'Anhalt, amb el més tard anomenat Nou Ducat de Saxònia (1180 - 1296), un territori molt més petit format per tres territoris inconnexos al llarg del riu Elba, des del nord-oest fins al sud-est: les terres de Hadeln al voltant d'Otterndorf; les terres al voltant de Lauenburg d'Elba; i les terres al voltant de Wittenberg de l'Elba, sent conegut des de llavors com Bernat III de Saxònia. Excepte pel títol de Duc de Saxònia, Àngria i Westfàlia, que comportava pels seus governants aquest nou ducat de Saxònia (conegut com el ducat jove de Saxònia), només estava format per alguns trossos marginals alguns de l'antic ducat de Saxònia (segle VII a 1180) i tenia poc en comú amb aquest últim. El 1260, amb efectivitat des de 1296, els seus governants es van repartir el territori del ducat jove i es van formar els ducats de Saxònia-Wittenberg (en alemany Herzogtum Sachsen-Wittenberg) i Saxònia-Lauenburg (Herzogtum Sachsen-Lauenburg), l'últim abraçant dos dels tres territoris (Hadeln i Lauenburg) que pertanyien a l'arxidiòcesi de Bremen.
Otó i Bernart van ajudar el seu segon germà Sigfrid d'Anhalt, que d'ençà el 1168 s'havia anomenat "Bisbe Electe de Bremen", a guanyar efectivament la seu de Bremen, amb part del territori diocesà que fou elevat a Principat-Arquebisbat de Bremen (Erzstift Bremen). Així el Príncep-Arquebisbe de Bremen es convertia en un dels estats successors de l'antic ducat de Saxònia dominant però només una part petita del seu territori encara que l'autoritat espiritual s'estenia a altres territoris.
El 1186 Frederic I Barba-roja va reconèixer la ciutat de Bremen com a entitat política per l'anomenat Privilegi de Gelnhausen. Amb el consentiment del Príncep-Arquebisbe Hartwig II d'Uthlede l'emperador declarava la ciutat lliure per ser governada pels seus burgesos i per l'emperador, amb renúncia de tot dret pel príncep-arquebisbe. La ciutat de Bremen considerava i encara considera aquest privilegi com a constitutiu pel seu estatus com a ciutat imperial lliure d'immediatesa imperial.
Durant la història dels governants del Principat-Arquebisbat i de l'estat successor Bremen-Verden, sovint van negar l'estatus de la ciutat. I també la ciutat no podia agafar-se sempre a la seva reclamació d'immediatesa imperial, cosa que feia una mica ambigu l'estatus de la ciutat. A través de gran part de la història la ciutat participava en les dietes de l'Arquebisbat com a part dels Estats i pagava la seva porció en els impostos, almenys quan com a mínim havia consentit recaptar-los. El seu consentiment, donat que la ciutat era el contribuent essencial, era molt apreciat i buscat. La ciutat tenia cert poder fiscal i polític dins del Principat-Arquebisbat, mentre que la ciutat no permetia el mateix a l'Arquebisbe o als seus representants dins de la ciutat, en contra del seu consentiment.
Després que el capítol de Catedral de Bremen, imposant-se als tres capitulars d'Hamburg, va elegir (1207) com a arquebisbe a Valdemar de Dinamarca, el deposat bisbe de Slesvig, el degà de la catedral de Bremen Burcard de Stumpenhusen, que s'havia oposat a aquesta elecció, va fugir a Hamburg, llavors sota influència danesa.
El rei Valdemar II de Dinamarca, enemistat amb l'Arquebisbe Valdemar, que era cosí del seu pare, va obtenir el suport del capítol d'Hamburg per elegir a Burcard com antiarquebisbe al començament del 1208. Faltant el suport papal el mateix rei Valdemar II va investir a Burcard com a arquebisbe, però només fou reconegut al nord de l'Elba.
El 1219 el Capítol de Bremen una altra vegada ignorava als capitulars d'Hamburg, tenint por del seu protector danès i va elegir arquebisbe a Gebhard de Lippe.
El 1223 l'Arquebisbe Gebhard es va reconciliar amb el capítol d'Hamburg i confirmava que tres dels seus capitulars foren nomenats per elegir amb el capítol de Bremen, prebost presidentd el capítol, el degà i l'escolàstic, al càrrec de l'educació a l'escola de la catedral.
El Papa Honori III confirmava aquest acord el 1224, també afirmant l'existència continuada dels dos capítols.
La ciutat fortificada de Bremen mantenia els seus propis guàrdies, no permetent als soldats arquebisbal entrar-hi. La ciutat a què es reserva una porta extraordinàriament estreta, l'anomenada "Agulla de Bisbe" (en llatí: episcopi Acus, esmentada per primer cop el 1274), per a tot el clergat incloent-hi l'Arquebisbe. L'estretor de la porta feia tècnicament impossible de venir acompanyat per cavallers. Per això els arquebisbes més aviat preferien residir a fora de la ciutat, primer a Bücken i més tard al castell de Vörde (Bremervörde), que es convertia en la fortalesa principal del príncep-arquebisbe Gerhard II de Lippe el 1219.
Els Capítols de Catedral de Bremen (vegeu més avall) i part de l'administració estaven situats dins del límit de ciutat en un districte d'estatus d'extraterritorialitat (alemany Domfreiheit), literalment "Llibertat Catedralicia") al voltant de la catedral de Sant Pere de Bremen, on l'ajuntament o govern local s'abstindria d'interferir. La cocatedral d'Hamburg amb capítols i corts residencials formava també un "Districte d'Immunitat Catedralici" del Príncep-Arquebisbe.

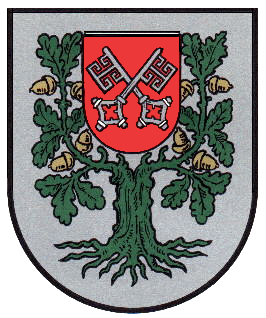
Escut d'armes del municipi de Bremen nostra al mig l'escut d'armes del Príncep-Arquebisbe de Bremen

Les claus de Sant Pere van esdevenir el símbol de la ciutat de Bremen; les armes del príncep-arquebisbe eren les mateixes claus de plata sobre gules.
També la ciutat de Stade va adoptar les claus com a símbol.
El territori del Príncep-Arquebisbe de Bremen consistia en un cert nombre de subentitats. L'única cosa que tots ells tenien en comú era que els arquebisbes o capitulars o bé el Capítol com una col·lectivitat, tenien una mica de poder secular en ells a títol de compra, aplicació de la força, usurpació, encomi, promesa, donació, etc. Les autoritats anteriors als arquebisbes no van reeixir en cap lloc o subetnitat a conservar plenament el poder, fos judicial, patrimonial, parroquial, fiscal, feudal o qualsevol altre. Gairebé a tot arreu la norma era que el poder fou
compartit amb un o més persones amb autoritat com aristòcrates, dignataris no eclesiàstics, corporacions de camperols lliures (Landsgemeinden), ciutats aforades o similars. Per això l'autoritat arquebisbal es solia referir a cada subentitat amb noms diferents com comtat, parròquia, comarca, districte patrimonial, cada un segons el poder particular, que l'autoritat arquebisbal havia aconseguit en ells.
El Principat-arquebisbat de Bremen consistia en els següents territoris: comtat de la Baixa Saxònia (Cuxhaven (al sud), Osterholz, Rotenburg al Wümme i Stade així com de l'exclavament de Bremerhaven de la ciutat de Bremen i des de 1145-1526 el comtat al Schleswig-Holstein de Dithmarschen d'avui. La ciutat de Bremen era legalment una part del bisbat fins a 1646, però de facto governada pels seus burgesos i no tolerava la residència de l'arquebisbe dins de les seves muralles ja des de 1313. Per això l'arquebisbe príncep residia a Vörde. El territori de Verden dins el principat-arquebisbat formava la part oriental del Comtat de Verden (avui districte de Verden) i la part del sud del comtat de Rotenburg (avui districte de Rotenburg), els dos a la Baixa Saxònia.

#### Constitució i política dins del Principat-Arquebisbat
En relació amb l'autoritat arquebisbal interior, el poder residia en el príncep-arquebisbe i el capítol catedralici, i havien de trobar maneres d'interaccionar amb els altres ostentadors d'autoritat. Aquests s'estaven transformant gradualment en Estats (Parlament) del bisbat (Stiftsstände), un cos principalment consultiu, però amb capacitat per prendre decisions en matèries fiscals i d'impostos. Els Estats del bisbat al seu torn no eren de cap manera homogenis i per això sovint tenien baralles perquè consistien en l'aristocràcia hereditària, els ministerials el clergat no capitular, els camperols lliures i els burgesos de les ciutats aforades. El modus vivendi d'interacció dels Estats i l'autoritat arquebisbal estava en si mateix dividida entre el Príncep-Arquebisbe i el Capítol, i es va convertir gairebé en la constitució del Principat-Arquebisbat. Tanmateix, la interacció no estava determinada per estàndards fixos de comportament. Mentre els successius arquebisbes treballaven per apartar als Estats del bisbat de qualsevol paper polític, els Estats lluitaven per l'aplicació del modus vivendi convertint-lo en una constitució real. El Capítol sovint oscil·lava entre augmentar la seva influència lluitant contra els Estats conjuntament amb el príncep-arquebisbe, o bé repel·lir les intencions absolutistes del príncep fent causa comuna amb els Estats. Tots els partits feien ús de mitjà com enganyar, amenaça, obstruccionisme, corrupció, comerç de cavalls i fins i tot violència.
El 1542/1547 - 1549 Capítol i Estats van aconseguir acomiadar al Príncep-Arquebisbe Cristòfol el Malgastador, duc de Brunswick i de Lunebur-Wolfenbüttel, autocràtic i pròdig. Especialment el Capítol va utilitzar el seu poder d'elegir candidats molt vells, minimitzant el temps que un governant podia ser nociu, o el poder d'elegir menors, que esperava encaminar. De tant en tant el Capítol demorava per força temps les eleccions i les prolongat durant anys, i mentre es tractava d'una sede vacante (seu vacant). Durant l'acomiadament de l'arquebisbe Cristòfol el Malgastador el capítol va governar junt amb els Estats que havien guanyat en aquell temps un poder substancial.
En relació amb l'exterior el Príncep-Arquebisbe de Bremen tenia l'estatus d'un estat imperial (Reichsstand, plural: Reichsstände) amb un vot a la dieta (Reichstag) del Sacre Imperi Romanogermànic. Un prerequisit per ser un estat imperial era la immediatesa imperial (Reichsunmittelbarkeit, o Reichsfreiheit) dels governants o dels cossos que governaven, significant que no tinguessin cap altra autoritat damunt ells excepte la de l'Emperador mateix. A més, tals governants o els cossos que governaven (com Capítols o Ajuntaments) posseïen uns quants importants drets i privilegis, incloent-hi un grau d'autonomia en el govern dels seus territoris.
En la seva capacitat pastoral i religiosa com clergue catòlic romà els arquebisbes dirigeixen la seva arxidiòcesi com el superior jeràrquic de tot el clergat catòlic romà, incloent-hi els bisbes sufraganis de Lübeck (Oldenburg-Lübeck), Ratzeburg i Schwerin.

#### Decadència
El Principat-arquebisbat sovint patia de la supremacia militar de poders veïns. No tenint cap dinastia, excepte arquebisbes de descendència diferent, el Príncep-Arquebisbe fou un titella a les mans dels poderosos. L'establiment d'una constitució, que lligaria els conflictius Estats, va fallar.
Els Cismes en l'Església i l'Estat marcaren els dos següents segles, i malgrat els treballs de les congregacions de Windesheim i Bursfelde, la camí va quedar preparat per la Reforma, que feia ràpids progresis, en part perquè l'últim príncep-arquebisbe catòlic romà, Cristòfol el Malgastador, estava en conflicte permanent amb el Capítol i els Estats. Sent simultàniament príncep-bisbe de Verden, preferia residir a la ciutat de Verden.
Abans de la seva mort (1558), en el principat-arquebisbat no quedava res amb les antigues denominacions excepte uns pocs monasteries - com Harsefeld, Himmelpforten, Lilienthal, Neuenwalde, Osterholz i Zeven - sota la jurisdicció de l'arxidiòcesi de Bremen, i Altkloster i Neukloster sota la jurisdicció de la seu de Verden, amb els seus corresponents districtes. Mentre, entre 1523 i 1551 les ciutats de Bremen i Stade havien dissolt tots els monasteries urbans, excepte el de Santa Maria a Stade, que es va transformar fins al 1568 en un convent luterà, i transmetia els seus edificis a usos com escoles, hospitals, cases d'almoines i cases superiors.

#### Era dels administradors luterans
La constitució del Sacre Imperi establia que l'Emperador només podia concedir a un príncep-bisbe electe amb les insígnies, si el papa havia confirmat la seva elecció a la respectiva seu. A falta d'això l'Emperador podria concedir un liege indult (Lehnsindult), sovint restringit només a alguns anys, i llavors entregat al príncep-bisbe electe amb les insígnies de legitimitat restringida a fi i efecte que l'electe pogués governar amb poder sobirà dins del principat-bisbat, tenint només títol d'Administrador diocesà del principat-bisbat, però se li prohibiria participar en les Dietes. La falta de confirmació papal i de l'imperial liege indult podia portar un príncep-bisbe electe a una situació precària que permetia que fos deposat per l'Emperador o per qualsevol dels seus vassalls prou poderós i desitjós de fer-ho així.
Una vegada que els habitants del principat-arquebisbat van haver adoptat el luteranisme i parcialment el calvinisme, com feia la ciutat de Bremen i els territoris sota la seva influència riu Weser avall i al districte de Bederkesa, també la majoria dels capitulars, reclutats entre els burgesos de la ciutat de Bremen i famílies nobles rurals, es van fer calvinists i luterans. Així els capitulars preferien elegir candidats protestants. L'arquebisbe de Breme elegit podria només ocasionalment obtenir l'imperial liege indult.
Moltes cases principesques, com la Casa de Welf (Brunswick i Lunenburg-Wolfenbüttel), la casa de Nikloting (Mecklenburg-Schwerin), la Casa de Wettin (Electorat de Saxònia), i la casa d'Ascània (Saxònia-Lauenburg) reclamaven la seu. Abans d'elegir un nou príncep-arquebisbe el Capítol prenia el seu temps, governant el domini d'acord amb els Estats (1566-1568).
El 1524 el príncipat-arquebisbat havia sotmès la república autònoma dels pagesos de la Terra de Wursten, però els wursteners encara esperaven l'alliberament i suport de l'exclavament veí de la Terra Of Hadeln que pertanyia a Saxònia-Lauenburg. Així el 17 de febrer de 1567 el Capítol elegia a Enric III de Saxònia-Lauenburg (1550-1585, va governar des de 1568) com a príncep-arquebisbe. A canvi el seu pare Francesc I de Saxònia-Lauenburg va renunciar a qualsevol reclamació sobre la Terra de Wursten i també pel que fa al districte de Bederkesa, i abandonava el plet, que havia sostingut a la cambra judicial imperial.
En les seves capitulacions d'elecció Enric III pactava acceptar els privilegis dels Estats i els drets existents. A causa de la seva minoria va acceptar que el Capítol i els Estats governarien el Principat-Arquebisbat. En aquest temps hauria de treballar mirant d'obtenir la confirmació papal. De facto va pujar a la seu el 1568, i va obtenir un liege indult imperial el 1570, mentre de iure encara governava el Capítol fins a 1580, per no complicar una confirmació papal, que mai no es va materialitzar
Mentre Maximilià II del Sacre Imperi Romanogermànic miraven a Enric III com un catòlic veritable, el papa Sixt V era escèptic. Enric III fou criat luterà, però educat catòlic i servia abans de la seva elecció de canonge catòlic de la catedral de Colònia. El cisma no era tan definitiu, mirat retrospectivament. La Santa Seu encara esperava que la Reforma seria un fenomen merament provisional, mentre que els seus protagonistes encara esperaven que tota l'església romana es reformés, de manera que no hi hagués cap cisma.
Així Sixt V provava a Enric III de tant en tant, demanant la successió de candidats catòlics per vacants al Capítol de Bremen - que a vegades acceptava, a vegades negava -, mentre que Enric reeixia per també ser elegit pels Capítols dels principats-bisbats d'Osnabrück (1574-1585) i Paderborn (1577-1585), sense mai obtenir confirmació papal. El 1575 Enric III i Anna von Broich (Borch) es casaven a Hagen im Bremischen.
Pel que fa a l'interior Enric III encara havia de pagar deutes del seu prepredecessor Cristòfol el Malgastador. El 1580 Enric introduïa una Constitució d'església luterana per al Principat-Arquebisbat. Així Enric III ja no exerciria les funcions pastorals d'un bisbe catòlic romà. El 1584 la Santa Seu fundava les Missions Nòrdiques de l'Església Catòlica Romana, un esforç per una tasca pastoral i missió a l'àrea de la de facto suprimida arxidiòcesis de Bremen i de Lund. El 1622 les Missions Nòrdiques eren subordinades a la Congregatio de Propaganda Fide a Roma. La Santa Seu transmetia al nunci apostòlic a Colònia, Pietro Francesco Montoro, la tasca de cuidar de les Missions Nòrdiques en - entre altres - el Principat-Arquebisbat de Bremen i el Principat-Bisbat de Verden. El 1667 la Santa Seu institucionalitzava les Missions Nòrdiques establint el Vicariat Apostòlic de Germània Septentrional.
22 d'abril de 1585 Enric III moria a la seva residència a Beverstedtermühlen després d'un accident d'equitació. Després de la seva mort Adolf duc de Schleswig-Holstein-Gottorp exercia influència en el Capítol de Bremen per fer elegir al seu fill Joan Adolf, Duc de Schleswig-Holstein-Gottorp (1575-1616) per la seu. Amb aquesta finalitat, Adolf va pagar 20.000 rixdollars i va prometre treballar cap per la restitució de Dithmarschen al Principat-Arquebisbat.
El 1585 a la seva elecció, Joan Adolf pactava en les obligatòries capitulacions d'elecció, que acceptaria els privilegis del Capítol així com els drets existents i que treballaria - a la seva pròpia despesa - per a obtenir confirmació papal o - a manca d'això - un imperial liege indult. De 1585 a 1589 el Capítol i els Estats dominaven el Principat-Arquebisbat en nom del menor Joan Adolf.

#### Guerra de Trenta Anys (1618-1648)
Al començament de la Guerra dels Trenta Anys el Príncep-Arquebisbe va mantenir la neutralitat, com feia gran part dels territoris del Cercle de Baixa Saxònia. Després de 1613 el rei de Dinamarca i Noruega Cristià IV, sent duc en unió personal de Holstein dins del Sacre Imperi, va dirigir la seva atenció a guanyar terres adquirint els principats eclesiàstics de Bremen, Verden, Minden i Halberstadt.
Hàbilment aprofitava l'alarma dels protestants alemanys després de la batalla de la Muntanya Blanca el 1620, per estipular amb el Capítol de Bremen i l'Administrador Joan Frederic de Schleswig-Holstein-Gottorp, que era el seu cosí de segon grau, concedir la coadjutoria de la seu de Bremen per al seu fill Frederic III de Dinamarca hereu i després rei de Dinamarca (setembre de 1621). La coadjutoria normalment incloïa la successió d'una seu. S'arribava a un arranjament similar el novembre al Principat-bisbat de Verden amb el seu Capítol i l'Administrador Felip Segimon, duc de Brunswick i Lunenburg-Wolfenbüttel. El 1623 el fill Cristià va succeir al difunt Felip Segimon com Frederic II administrador del Principat-Bisbat de Verden, però va haver de fugir poc després (1626) davant les tropes de la Lliga Catòlica sota el comandament del comte Joan t'Serclaes de Tilly.
El novembre de 1619 Cristià IV de Dinamarca, duc de Holstein situava tropes daneses a la ciutat bremiana de Stade, oficialment en benefici del seu fill designat administrador successor, suprimint el malestar dels seus burgesos.
El 1620 Cristià el Jove de Brunswick i Lunenburg-Wolfenbüttel, l'Administrador Luterà del principat-bisbat d'Halberstadt demanava que l'administrador luterà del Principat-Arquebisbat de Bremen s'unis a la coalició de la Unió Protestant. L'Administrador i els Estats van celebrar Dieta i declaraven la lleialtat del seu territori a Ferran II del Sacre Imperi Romanogermànic, i la seva neutralitat en el conflicte.
Amb tropes daneses dins del seu territori i la petició de Cristià el Jove, Joan Frederic va provar desesperadament de mantenir el seu Principat-Arquebisbat fora de la guerra, d'acord complet amb els Estats i la ciutat de Bremen. Quan el 1623 les Províncies Unides (Països Baixos), que lluitaven en la Guerra dels Vuitanta Anys per a la seva independència contra les forces espanyoles i imperials d'Habsburg, demanaven als seu correligionaris calvinistes a la ciutat de Bremen unir-se a ells, la ciutat rebutjava, però començava a reforçar les seves fortificacions.
El 1623 els territoris que comprenien el Cercle de Baixa Saxònia decidien reclutar un exèrcit per mantenir una neutralitat armada, amb tropes de la Lliga Catòlica que ja operaven a la zona del Cercle de Baixa Renània-Westfàlia i que perillosament es dirigien a la seva regió. Els efectes concomitants de la guerra, ja havia provocat una forta inflació també a la regió. La població fou afectada per la presència de danesos, tropes de Baden-Durlach, de Halberstadt, del Palatinat Electoral i de la Lliga Catòlica que passaven a través del territori i les autoritats van haver de tolerar el pas per a evitar entrar en conflicte armat.
El 1623 les Províncies Unides amb suport diplomàtic de Jaume I d'Anglaterra i VI d'Escòcia, cunyat de Cristià IV de Dinamarca van iniciar una nova campanya contra els Habsburgs. Així les tropes de la Lliga Catòlica es desplaçaven i el Principat-Arquebisbat semblava alleugerit. Poc després les tropes imperials sota Albrecht von Wallenstein es dirigiren cap al Nord en un intent de destruir la Lliga Hanseàtica i sotmetre les ciutats Hanseàtiques de Bremen, Hamburg i Lübeck per establir un monopoli de comerç del Bàltic que afavoriria a alguns favorits imperials incloent-hi espanyols i polonesos. La idea era guanyar el suport de Suècia i Dinamarca, que feia temps volien la destrucció de la Lliga Hanseàtica.
El maig de 1625 Cristià IV de Dinamarca, duc de Holstein, fou elegit - en qualitat de la darrera de les seves funcions o sigui duc de Holstein - pels territoris del Cercle de Baixa Saxònia comandant-en-cap de les tropes de Baixa Saxònia. Més tropes foren reclutades, sent allotjades i alimentades als territoris de Baixa saxònia incloent-hi el Principat-Arquebisbat. En el mateix any Cristià IV es va unir a la coalició angloholandesa. El 1625 el general Tilly, va advertir l'Arquebisbe i príncep Joan Frederic que havia d'acceptar l'estacionament de més tropes daneses i Ferran II del Sacre Imperi Romanogermànic, demanava el final immediat de la seva aliança (i la de Verden) amb Dinamarca, quan Verden ja estava governada per Cristià fill de Frederic, sent també el successor previst de Joan Frederic. Declarava una altra vegada la seva lleialtat a l'Emperador i la neutralitat en el conflicte. Però tot en va.
Ara Christian IV va ordenar a les seves tropes de capturar tots els centres de tràfic importants en el Principat-Arquebisbat i va participar en la batalla de Lutter Am Barenberge, el 27 d'agost de 1626, on fou derrotat per les tropes de la Lliga Catòlica sota Tilly. Cristià IV i les tropes que van sobreviure van fugir al Principat-Arquebisbat i es van establir a Stade. L'Administrador Joan Frederic, també administrador del principat-bisbat de Lübeck (en unió personal), va fugir a aquest territori deixant el govern del principat-arquebisbat en mans del Capítol i els Estats.
El 1626 Tilly i les seves tropes ocupaven el Principat-Bisbat de Verden, el que provocava la fugida del clergat luterà d'aquell territori. Demanava al Capítol de Bremen de permetre-li entrar al Principat-Arquebisbat. El Capítol, que ara governada el territori, declarava una altra vegada la seva lleialtat a l'Emperador i retardava una resposta a la petició, al·legant que havia de consultar als Estats en una Dieta, el que seria un procediment llarg.
Mentrestant Cristià IV va cridar en suport a tropes holandeses, angleses i franceses per anar al Principat-Arquebisbat, mentre extorsionava al territori amb noves contribucions de guerra per finançar aquesta. Les peticions del Capítol d'una reducció de les contribucions foren contestades per Cristià IV al·legant que si la Lliga ocupava el territori aquesta contribucions els semblarien poca cosa.
Per 1627 Cristià IV tenia de facto apartat al seu cosí Joan Frederic de la seu de Bremen. En el mateix any Cristià IV es retirava del Principat-Arquebisbat per a lluitar contra la invasió per Wallenstein del seu Ducat de Holstein. Tilly llavors va envair el Principat-Arquebisbat i capturava les seves parts meridionals. La ciutat de Bremen tancava les seves portes i s'atrinxerava darrere les seves fortificacions reforçades. El 1628 Tilly assetjava Stade amb la seva guarnició restant de 3.500 danesos i anglesos. El 5 de maig de 1628 Tilly concedia salconduits a Anglaterra i Dinamarca i tot el Principat-Arquebisbat va quedar a les seves mans. Ara Tilly es va girar cap a la ciutat de Bremen, que li va pagar un rescat de 10.000 rixdollars per estalviar-se el seu setge. La ciutat romania sense ocupar.
Mentre Wallenstein havia conquerit tota la península de Jutlàndia, forçant a Cristià IV a signar el Tractat de Lübeck, el 22 de maig de 1629, per recobrar la possessió de tots els seus feus a la península, a canvi d'acceptar posar fi formalment a la participació de Dinamarca en la guerra i renunciar en nom del seu fill Frederic III de Dinamarca, administrador del principat-bisbat de Verden, a l'administració d'aquest bisbat així com la successió planejada com a Administrador del principat-bisbat d'Halberstadt.
L'Administrador Joan Frederic, exiliat a la ciutat imperial de Lübeck, estava en una posició marcadament dèbil. Així el 1628 accedia que el convent luterà a l'antic monestir catòlic de Santa Maria a Stade -sota ocupació de la Lliga Catòlica- fos restituït al ritu catòlic i servit per monjos estrangers, si el Capítol també ho acceptava. Una altra vegada es passava la decisió al Capítol.
L'adquisició de la Lliga permetia a Ferran II del Sacre Imperi Romanogermànic implementar l'Edicte de Restitució, decretat el 6 de març de 1629, dins del Principat-Arquebisbat de Bremen i el Principat-bisbat de Verden. Els monestirs bremians que encara mantenien ritus catòlic romà - Altkloster, Harsefeld, Neukloster i Zeven - convertia els baluards locals per a una recatolització dins de la Contrareforma.
Sota l'amenaça de l'Edicte de Restitució, Joan Frederic va accedir a visites canòniques dels monestirs restants, tant els de ritus catòlic romà com aquells convertits en convents luterans voluntàriament. Les Mongeries havien estat tradicionalment institucions per proporcionar filles solteres de les millors famílies, que no podrien aconseguir un marit amb el seu estatus social o a les que no volien casar-se, amb unes subsistències decents. Així quan una dona soltera d'aquell estatus s'unia a una mongeria rebia rendes (béns immobles) o - restringit a la seva vida - ingressos regulars pagats pels seus parents masculins.
A molts territoris, on la majoria de la població adoptava el luteranisme, la funció de les mongeries per proporcionar manutenció per dones solteres no s'havia abandonat. Així passava que les antigues mongeries catòliques romanes de l'Arquebisbat a Himmelpforten, Lilienthal, Neuenwalde,
i Osterholz amb totes les seves propietats s'havien convertit en aquest tipus de fundacions, mentre que la mongeria de Zeven estava en procés de convertir-shi, amb - entre una majoria de monges catòliques - un nombre de monges luteranes, normalment anomenades conventuals. Unes altres expressions com abadessa, per a la presidenta, i prioress per a conventuals de certa funció jeràrquica, eren utilitzades per les mongeries luteranes.
Dins de l'abast de les visites al final de l'any 1629 els visitadors catòlics romans havien emès un ultimàtum als conventuals luterans per convertir-se al Catolicisme o per deixar els monasteries. Cap conversió no es va enregistrar, de manera que en dates diferents entre abans de Nadal de 1629 i abril de 1631 tots els conventuals luterans havien estat expulsats fora dels monestirs, amb les propietats d'Himmelpforten i Neuenwalde, i atorgata als Jesuites, per a finançar-los en la contrareforma. Els conventuals expulsats no van recuperar els béns immobles aportats en ingressar als monestir que van erstar en mans d'aquestos.
Ferran II va suspendre els capitulars com a càstig per no acomiadar al coadjutor luterà Frederic III de Dinamarca (hereu de Dinamarca). El Capítol va rebutjar donant suport a Frederic, al que havia elegit amb plena validesa el 1621. Així Ferran II el va cessar el mateix i va utilitzar l'Edicte de Restitució, a favor del seu fill més jove, el catòlic romà Leopold Guillem d'Habsburg, ja administrador dels principats-bisbats d'Halberstadt (1628-1648), Passau (1625-1662) i Estrasburg (1626-1662).
Ferran II va deixar a Joan Frederic en el càrrec, en contra de la pretensió de la Lliga Leaguist, perquè sempre havia manifestat lleialtat cap a ell. La Lliga Catòlica desitjava al catòlic romà Francesc Guillem de Wartenberg, príncep-bisbe d'Osnabrück (1625-1634 i altra vegada 1648-1661), a la seu. Després de tot, la seu produïa aquells anys uns ingressos anuals de 60.000 rixdollars a disposició lliure del seu governant, constituint la meitat del pressupost del Principat-Arquebisbat.
Francesc de Wartenberg, nomenat per Ferran II com a president de l'imperial "comissió de restitució", d'acord amb les provisions de l'Edicte de Restitució al Cercle de Baixa Saxònia, va cessar a Joan Frederic el 1629, que va acceptar.
El setembre de 1629 al Capítol va rebre orde que donés compte de totes les propietats capitulars del principat arquebisbal; el Capítol no va acceptar l'orde sostenint primer que no era autèntica i més tard que degut a disputes amb l'ajuntament de Bremen, no podrien lliurement viatjar per presentar una relació i encara menys per fer la recerca necessària sobre les propietats. Les actituds anticatòliques dels burgesos i el consell de Bremen farien completament impossible preparar la restitució de propietats del Capítol Luterà a l'Església Catòlica Romana. Els capitulars fins i tot luterans estaven molestos amb els calvinistes de Bremen. L'octubre de 1629 el secretari capitular finalment presentava el compte demanat a Verden i era informat que per l'Edicte de Restitució el Capítol era considerat il·legítim. Els capitulars luterans foren interrogats, però el Capítol va restar en funcions, amb les seves decisions sotmeses al consentiment de la "comissió de restitució". El papa Urbà VIII va nomenar capitulars catòlics romans addicionals el 1630, incloent-hi un nou prebost.
Les propietats dins dels límits de la ciutat desocupada de Bremen no foren restituïdes per ordre de l'ajuntament. El consell va al·legar que la ciutat havia estat molt de temps protestant, però la "comissió de restitució" va proclamar que la ciutat era de iure una part del Principat-Arquebisbat i, per tant, el Protestantisme havia alienat il·legítimament propietats de l'Església Catòlica Romana. L'ajuntament contestava que en aquestes circumstàncies se separaria del Sacre Imperi i s'uniria a la quasi independent República dels Set Països Baixos (La seva independència fou finalment confirmada pel Pau de Westfàlia el 1648). La ciutat no va ser conquerida ni reeixidament assetjada a causa de les seves fortificacions i el seu accés al Mar del Nord via el riu Weser.
Dins del Principat-Arquebisbat els ocupants de la Lliga Catòlica feren la restitució. A Stade, quarter general de Tilly, totes les esglésies, excepte la de Sant Nicolau, foren lliurades a clergues catòlics estrangers. Però els burgesos no assistien a serveis catòlics. Així el març de 1630 Tilly va expulsar a tot el clergat luterà, excepte el de Sant Nicolau. Tilly va cobrar fortes contribucions de guerra recaptades entre els burgesos de Stade (per exemple 22.523 rixdollars només el 1628) i s'oferia el 1630 a alleugerir tots els burgesos que assistissin a serveis catòlics, sense èxit. El juliol de 1630 Tilly va marxar per dirigir-se al Ducat de Pomerània, on el rei Gustau II Adolf de Suècia havia arribat amb les seves tropes, obrint un nou front en la Guerra dels Trenta Anys. Havia estat guanyat per la diplomàcia francesa per integrar una nova coalició antiimperial, a la qual aviat es va unir els Països Baixos.
El febrer de 1631 Joan Frederic es va reunir amb Gustau II Adolf i un cert nombre de prínceps de Baixa Saxònia a Leipzig, tots ells molestos per la influència creixent dels Habsburg en virtut de l'Edicte de Restitució en un cert nombre de bisbats de prínceps luterans del nord d'Alemanya. Joan Frederic esperava recobrar el Principat-Arquebisbat de Bremen i per això el juny/juliol de 1631 es va aliar oficialment amb Suècia. Per a la guerra Joan Frederic va acceptar el suprem comandament de Gustau II Adolf, que prometia restituir el Principat-Arquebisbat al seu anterior Administrador. L'octubre un exèrcit novament reclutat per Joan Frederic, començava a reconquerir el Principat-Arquebisbat i - amb suport de tropes sueques - capturar el Principat-Bisbat de Verden, deposant de facto al Príncep-bisbe catòlic, el comte Francesc de Wartenberg (governant de 1630-1631), i provocant la fugida del clergat catòlic allà on arribaven. El Principat-Bisbat de Verden va quedar subjecte a una administració militar sueca, mentre Joan Frederic ascendia a la seu el 1631.
La reconquesta del Principat-Arquebisbat - ajudat per forces des de Suècia i de la ciutat de Bremen - fou interrompuda per forces de la LLiga sota el comandament de Gottfried Heinrich, comte de Pappenheim, que es va dirigir a Stade que estava assetjada i es va unir a les tropes imperials catòliques que encara aguantaven a la ciutat. El 10 de maig de 1632 els fou concedit un salconduit i va poder marxar de la ciutat que havia quedat fortament empobrida després del seu setge per les forces de Joan Frederic. Aquest darrer va recuperar el càrrec, per llavors adonar-se de la supremacia de Suècia, que va insistir en la seva comanda suprema fins al final de la guerra. El Principat-Arquebisbat va patir contínuament en haver d'allotjar i alimentar als soldats. La relació entre els Estats, qui havien mantingut l'administració sota ocupació catòlica, i l'Administrador retornat, foren difícils. Els Estats preferien negociar directament amb els ocupants, aquesta vegada els suecs. Joan Frederic volia secularitzar els monestirs per quadrar el seu pressupost, però els Estats s'hi van oposar i ho van evitar.
Després de Joan Frederic, mort el 1634, el Capítol i els Estats van considerar el cessament de Frederic III de Dinamarca com coadjutor per part de Ferran II del Sacre Imperi Romanogermànic en virtut de l'Edicte de Restitució, com il·legítim. Però els ocupants suecs van haver de ser persuadits primer d'acceptar la successió de Frederic. Així el Capítol i els Estats governaren el Principat-Arquebisbat fins a la conclusió de les negociacions amb Suècia. El 1635 Frederic II (després III de Dinamarca) reeixia a ser nomenat com a Administrador luterà a les seus de Bremen i de Verden. Però va haver de rendir homenatge a la reina menor d'edat Cristina de Suècia
En el mateix any el papa Urbà VIII va donar a Leopold Guillem d'Habsburg, Arxiduc d'Àustria, imposat el 1629 pel seu pare Ferran II, l'Arxidiòcesi de Bremen, però degut a la seva ocupació pels suecs mai va guanyar de manera efectiva influència pastoral i encara menys el poder com a administrador del principat-arquebisbat.
En 1635/1636 els Estats i Frederic II van acordar amb Suècia la neutralitat del principat-Arquebisbat. Però això no va durar molt de temps, perquè en la Guerra Sueco-Danesa coneguda com a Guerra de Torstenson (1643-45) els suecs agafaven de facto el govern dels dos principats eclesiàstics. El rei Cristià IV de Dinamarca havia de signar la Segona Pau de Brömsebro el 13 d'agost de 1645, i un cert nombre de territoris danesos, incloent-hi els dos principats eclesiàstics de Brema i Verden foren cedits a Suècia. Així Frederic II havia de dimitir com a Administrador als dos principats eclesiàstics; va succeir el seu difunt pare al tron danès com Frederic III de Dinamarca el 1648.
Amb la seu vacant de Bremen altra vegada, el papa Innocenci X va nomenar al comte Francesc de Wartenberg, l'efímer príncep-bisbe de Verden (1630-1631) i oficiant príncep-bisbe d'Osnabrück (1625-1661), com a vicari apostòlic el 1645, és a dir com a provisional cap de la seu. Wartenberg mai va obtenir influència pastoral i encara menys poder com príncep-bisbe a causa de l'ocupació sueca que persistia del Principat-Arquebisbat fins al final de la Guerra dels Trenta Anys.
Amb l'evident dependència del Príncep-Arquebisbe de Bremen al gran poder polític de Suècia, durant la negociació del Tractat de Westphalia, la ciutat de Bremen va buscar una confirmació imperial del seu estatus de feu imperial immediat que tenia o almenys reclamava des de 1186 (Privilegi de Gelnhausen), que finalment Ferran III del Sacre Imperi Romanogermànic va concedir a la ciutat el 1646 (Diploma de Linz).

### Després de 1648
Per a la història posterior vegeu l'article sobre eu l'article sobre el Ducat de Bremen-Verden (1648-1823) i Stade (1823-1978), que emergia amb l'establiment de l'Alta Batllia de Stade el 1823, comprenent els territoris dels anteriors Ducats de Bremen i Verden i la Terra de Hadeln.

#### Reorganització d'Església catòlica romana a l'anterior territori de l'Arxidiòcesi i el principat-arquebisbat de Bremen
El 1824 l'antic territori diocesà de Bremen fou distribuït entre les diòcesis veïnes que existeixen encara d'Osnabrück, Münster i Hildesheim, l'últim dels quals cobreix avui dia l'anterior territori del Principat-Arquebisbat propi. Amb l'excepció dels calvinistes de la ciutat imperial lliure de Bremen i el seu territori, va continuar sent supervisat pel vicariat catòlic romà de les Missions del Nord. La ciutat de Bremen va esdevenir part de la Diòcesi d'Osnabrück només el 1929, i el Vicariate Apostolic fou desmantellat el mateix any.

## Llista d'arquesbisbes
- Willehad (primer bisbe 787) 787-789
- Willerich 789-837
- Landerich 837-845
- vacant
- Ansgar (d'Hamburg 834; de Bremen 849) 849-865
- Rembert 865-888
- Adalgar 888-909
- Hoger 909-915
- Reginwart 916
- Ungi 916-936
- Adaldag 936-988
- Libentius I 988-1013
- Unwan 1013-1029
- Libentius II 1029-1032
- Hermann 1032-1035
- Bezelin 1035-1045
- Adalbert I de Saxònia 1045-1072
- Liemar 1072-1101
- Humbert 1101-1104
- Frederic I 1104-1123
- Adalbert II 1123-1148
- Hartwig I de Stade 1148-1168
- Baldwin d'Holanda 1168-1178
- Berthold 1178-1179
- Sigfried d'Anhalt 1179-1184
- Hartwig II von Utlede 1184-1207
- Burchard I de Stumpenhausen 1207-1210
- Gerhard I de Wildeshausen 1210-1219
- Gerhard II de Lippe 1219-1258
- Hildebold de Hunstorf 1258-1273
- Giselbert von Bronchorst 1273-1306
- Heinrich I von Goltern 1306-1307
- Florent von Bronchorst 1307
- Bernhard de Wolpe 1307
- Johann I Grand 1308-1327
- Burchard II Grelle 1327-1344
- Otto I d'Oldenburg 1344-1348
- Gottfried d'Arnsberg 1348-1359
- Albert de Brunswick-Luneburg 1359-1395
- Otto II d'Oldenburg 1395-1406
- Johann II Schlamstorf 1406-1421
- Nicholas (Comte de Delmenhorst 1423-1438) 1422-1435 + 1444
- Baldwin von Wenden 1435-1441
- Gerhard III d'Hoya 1441-1463
- Heinrich II de Schwarzburg (1463-1496)
- Johann III Rode 1496-1511
- Cristòfol de Brunswick-Luneburg 1511-1558)
- Jordi de Brunswick-Luneburg (1558-1566)
- Enric III de Saxònia-Lauenburg (1567-1585)
- Joan Adolf de Holstein-Gottorp (1585-1596)
- Joan Frederic d'Holstein-Gottorp (1596-1634)
- Frederic II (1634-1648), fou rei de Dinamarca com a Frederic III de Dinamarca (1648-1670). Després d'aquest regnat passà a Suècia (1648-1702).